# Mickey's Dangerous Chase
Mickey's Dangerous Chase, i Japan känt som Mickey's Chase  (japanska: ミッキーズ・チェイス?), är ett Game Boy-spel. Spelet var ett av de första att säljas under etiketten Player's Choice. Spelet fungerar även till Super Game Boy.
Man kan spela antingen som Musse Pigg eller hans flickvän Mimmi, i kampen mot  Svarte Petter.

### Fotnoter
1. 1 2 3 4 5  Mickey's Dangerous Chase Arkiverad 3 september 2012 hämtat från the Wayback Machine. på GameFAQs
2. 1 2  Mickey's Dangerous Chase på Game Boy Database